# Stockhorn (Alpi Pennine)
Lo Stockhorn (3.532 m s.l.m.) è una montagna delle Alpi del Monte Rosa nelle Alpi Pennine. Si trova in Svizzera, nel comune di Zermatt.

## Descrizione

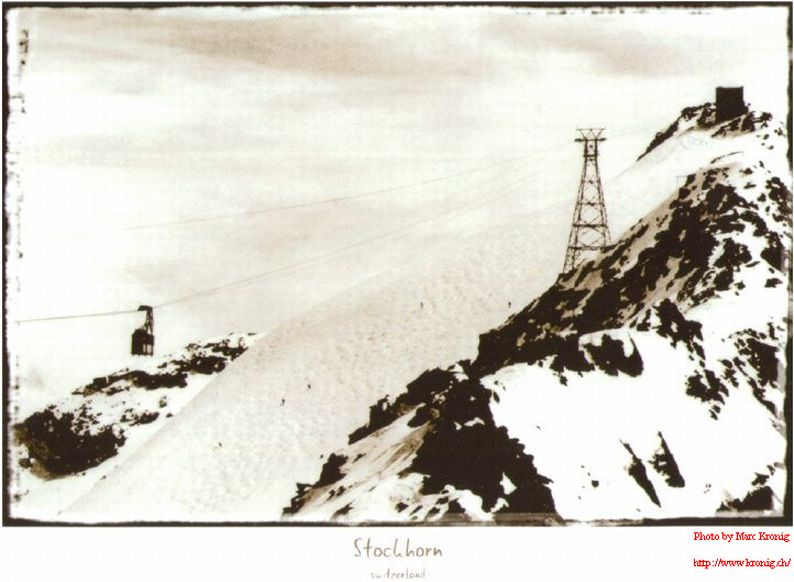
Foto storica della vecchia funivia

La montagna è parte della cresta montuosa che si innalza ad est di Zermatt e passando per il Riffelhorn, il Gornergrat e lo Stockhorn arriva allo Stockhornpass. A nord della montagna prende forma il ghiacciaio di Triftji mentre a sud si trova il ghiacciaio del Gorner.
Prima della cima vera e propria vi è un anticima di 3.405 m che è più nota perché fino al 2007 era raggiunta da una funivia che oggigiorno è stata sostituita da uno skilift.